# 叶熙春
叶熙春（1881年12月1日—1968年），幼名锡祥，字锦玉，后改名其蓁，字熙春，自称禹航叶熙春，祖籍浙江慈溪，生于钱塘，中国中医学家，曾任浙江省卫生厅副厅长，中国农工民主党浙江省委员会副主任委员，第一、二、三届全国人大代表。

## 生平
1954年，当选第一届全国人民代表大会代表。